# 山田麻衣子
山田 麻衣子（やまだ まいこ、1981年6月20日 - ）は、日本の元女優。元モデル。愛称は「まいまい」。スターダストプロモーションに所属していた。
血液型はO型。星座は双子座。身長164cm。東京都品川区生まれ。洗足学園中学校・高等学校卒業。慶應義塾大学文学部人間科学専攻卒業。第二外国語はイタリア語。

## 来歴・人物
- 東京都品川区生まれ。その後、幼少時を大分県で過ごし、中学生の時に神奈川県横浜市へ転居。
- 1996年（当時15歳）に、ドラマ『透明人間』(日テレ)でデビュー。
- 『夏の秘密』(フジ)でドラマ初主演。
- 2017年を最後に出演が止まっている。

## 出演

### テレビドラマ

#### NHK
- 御宿かわせみ〜第三章〜 第11話（2005年） - おたか 役
- 天使はモップを持って（2013年、NHK BSプレミアム） - 鴨川加奈 役

#### 日本テレビ系
- 透明人間（1996年） - 笹森玲奈 役
- 向井荒太の動物日記 〜愛犬ロシナンテの災難〜（2001年） - 桜庭エミリ 役
- 弁護士・朝日岳之助(23)声なき声（火曜サスペンス劇場、2005年） - 北見恵子 役
- 塀の中の懲りない女たち2（火曜ドラマゴールド、2006年） - 三崎友美 役
- 連続ドラマ小説 木下部長とボク（2010年、読売テレビ） - 山田めるこ 役

#### TBS系
- 青い鳥（1997年） - 綿貫誌織 役
- PU-PU-PU-（1998年） - 清水千秋 役
- 魔女の条件（1999年） - 木下純 役
- ディア・フレンド（1999年） - 美由紀 役
- 真夏のメリークリスマス（2000年） - 瀬能晶子 役
- ネバーランド（2001年） - 但馬紘子 役
- 真夜中の雨（2002年） - 泉田香織 役
- 月曜ミステリー劇場・交通特別捜査係警部補・結城あかね（2005年） - 船山めぐみ 役
- 月曜ゴールデン・見えない貌 イソベン・里村タマミの事件簿（2010年） - 椎名麻衣子 役
- 水戸黄門 第42部 - 小牧の方 役
  - 第1話「お前は助さん 俺は格さん・江戸」（2010年10月11日）
  - 第16話「一触即発、お家騒動! -高松-」（2011年2月7日）

#### フジテレビ系
- 世にも奇妙な物語「出られない」（1994年） - 中学生 役
- 演技者。「TEXAS」（2002年） - 伶菜 役
- 血液型別 オンナが結婚する方法「A型オンナが結婚する方法♪」（2009年） - 村上夏美 役
- 夏の秘密（2009年、東海テレビ） - 主演・羽村紀保 役
- リアルクローズ 第4 - 6話（2009年、関西テレビ） - 堀晴美 役
- 金曜プレステージ・赤い霊柩車（2011年） - 川嶋加代子 役
- よろず占い処 陰陽屋へようこそ（2013年） - 雨宮咲月 役

#### テレビ朝日系
- スカイハイ 第8 - 10話（2003年） - 杏奈 役
- 霊感バスガイド事件簿 第2話（2004年） - 鈴木ルリ子 役
- 7人の女弁護士 第5話（2006年） - 北野明子 役
- 眠る骨（土曜ワイド劇場、2006年） - 川村みちる 役
- ラストメール2 第3話（2009年、BS朝日） - 琴美 役
- 科捜研の女 第10シリーズ 第6話（2010年） - 小山内佳奈 役
- 土曜ワイド劇場・京都南署鑑識ファイル（2012年） - 平野美雪 役

#### テレビ東京系
- 30minutes #10「戻る」（2004年）
- ウルトラQ dark fantasy第18話「後ろの正面」（2004年） - しおり 役
- 水曜ミステリー9・特命おばさん検事! 花村絢乃の事件ファイル - 浅井法子 役
  - 第1作（2012年12月26日）
  - 第2作（2014年2月5日）
  - 第3作（2014年9月3日）
  - 第4作（2015年8月5日）
  - 第5作（2017年1月11日）

#### WOWOW
- Nail ネイル（2002年） - 主演・神野綾乃 役
- ドラマW「再生巨流」（2010年） - 岡本千恵 役

#### TwellV
- カウンターのふたり 第4話「結婚の条件」（2012年） - 山下みずほ 役

### ドキュメンタリー
- BS民放5局開局15周年共同特別番組「バック・トゥ・ザ21世紀〜気づけば未来があふれてた〜」 第二章 21世紀の「時間」（2016年1月、BSフジ担当分） - スリープガール 役[1]

### 映画
- スカイハイ 劇場版（2003年） - 伊藤摩耶 役
- KARAOKE-人生紙一重-（2005年）
- 転がれ!たま子（2006年） - 主演・桜井たま子 役[2]
- 夕映え少女 『むすめごころ』（2008年） - 主演・咲子 役
- Present For You（2015年）

### 舞台
- 偶然の音楽（2005年）
- 愛される覚えはない（2008年8月23日 - 27日、劇団宝船、於：THEATER/TOPS）

### PV
- ORANGE RANGE「お願い!セニョリータ」
- つばき「花火」
- つばき「瞬き」
- 大田クルーと温水洋一「マハラジャスーパースター」
- つばき「ブラウンシュガーヘア」
- KAME&L.N.K「リズム」

### CM
- キユーピーマヨネーズ「キユーピーハーフ」
- 江崎グリコ「ペロピー」
- 明治製菓「キシリッシュ」
- コカ・コーラ「紅茶花伝」
- 資生堂「ウオーターインリップ」「セウ」「ビバーチェ×2」
- JR東日本「あったまってます北東北キャンペーン」（2007年）
- ロッテ「アクオ(サンタモニカの風篇)」（2007年）
- キヤノン デジタルビデオカメラ製品技術広告「動画も、キヤノン」篇（2008年3月 - ）

### その他
- プロ野球セ・リーグ 広島東洋カープ×中日ドラゴンズ 始球式 （2009年7月20日、ナゴヤドーム）
  - 『夏の秘密』で共演した瀬川亮とともに浴衣で登板し投球。